# エクスタス・オンライン
『エクスタス・オンライン』は、久慈マサムネによる日本のライトノベル。イラストは平つくねが担当している。角川スニーカー文庫（KADOKAWA）より2016年9月から2019年12月まで刊行された。
鬼八頭かかしによるコミカライズが『月刊ドラゴンエイジ』（KADOKAWA）2017年9月号より連載していたが、2019年2月2日に作者が逝去したため同年4月号からは事実上連載中止となった。
VRゲーム世界の魔王に転生した主人公がプレイヤーとなったクラスメイトたちを迎え撃ちながら、元の世界に帰還するために奮闘する姿を描く。

## あらすじ
公立南明神高校2年A組のスクールカースト最底辺にいる堂巡駆流はVRゲーム『エグゾディア・エクソダス』に君臨する魔王ヘルシャフトに転生した。しかし、目の前に現れたプレイヤーたちは憧れの女の子、朝霧凛々子を始めとしたクラスメイトだった。彼女たちは魔王を倒せば元の世界に戻れると信じているが、実際は魔王が死んでゲームがクリアされるとプレイヤーの意識データが現実世界の肉体に宿らず、消滅して死亡する事実を駆流は知る。大切な人を救うため、駆流は最強の力と禁断の力「アダルトモード」でクラスメイトを迎え撃ち、魔王軍とクラスメイトの間を行き来しながら現実世界への帰還を目指す。

## 登場人物
声はオーディオドラマのもの。

### 主要人物
堂巡 駆流（どうめぐり かける） / 魔王ヘルシャフト
声 - 島﨑信長
本作の主人公。公立南明神高校2年A組の男子生徒。スクールカースト最底辺のぼっちで凛々子に憧れている。
学校の授業で次世代VR教育システムのテスト運用でログインして半年間の眠りの後、VRゲーム『エグゾディア・エクソダス』の魔王ヘルシャフトに転生していた。
目覚めた当初はプレイヤーとなったクラスメイト達と訳も分からず戦うことになって混乱していたが、ゲーム会社『HELLZDOMAIN（ヘルズドメイン）』で開発中だった『エグゾディア・エクソダス』のデータを作るバイトをしていたため、徐々に適応。やがて『HELLZDOMAIN』での上司である愁子と再会して、魔王が死んでゲームクリアとなれば、プレイヤーの意識データが現実世界の肉体に宿らず消滅して死ぬことを知る。またプレイヤーはゲーム内で死んでも生き返るが、敵キャラである駆流はゲームでの死がリアルの死と直結しているため、自分がクラスメイト全員の命を背負っていることを自覚。さらに魔王軍の忠誠心が無くなると魔物からも襲われることになるため、魔王軍とクラスメイトの双方を騙し、行き来し、奔走しながら現実世界への帰還を目指す。
凛々子に対しては好意を寄せているが、彼女の幸せを心から願っており、自分と結ばれなくてもいいと覚悟している。他のクラスメイトはどうでもいいが、凛々子だけは必ず現実世界へ戻すことを決意するほど大事に思っている。
魔王ヘルシャフトとしては黒い鎧の姿をしていて、最強の攻撃力や、十八歳未満禁止のアダルトモードに属する催淫魔法『エクスタス』とランダム効果の魔法『ヘル＆ヘヴン』を使用する。鎧の下は現実世界での人間の姿をしており、クラスメイトの元に潜り込むことができるが、鎧を脱ぐとゲームスタート時のデフォルトであるレベル1まで低下する。さらに敵キャラであるため、いくらモンスターを倒しても経験値は貯まらず、成長しない。そのため、課金システムでステータスを上げるアイテムを購入して使用することで誤魔化している。
著者・久慈マサムネは魔王ヘルシャフトが叫ぶポエムについて、「どれだけ自分のナルシシズムを引き出すことができるのか」を意識して考えているという。
朝霧 凛々子（あさぎり りりこ）
声 - 加隈亜衣
本作のヒロインの一人。公立南明神高校2年A組の女子生徒。気さくで気取らないスクールカースト頂点のお嬢様。
ぼっちである駆流にも気兼ねなく声をかけ、学校で駆流がやった善行（実際は仕方なくやったこと）も知っている。
魔王を倒して現実世界に帰るという意思が人一倍強い。
『エグゾディア・エクソダス』では剣士を務める。
哀川 愁子（あいかわ しゅうこ）
声 - 高橋李依
本作のヒロインの一人。駆流のバイト先のゲーム会社『HELLZDOMAIN（ヘルズドメイン）』の社員で駆流の上司。
たまたま会社からログインしていたため、『エグゾディア・エクソダス』の中に閉じ込められ、魔王軍の奴隷になってしまうが、魔王となった駆流と遭遇し、協力することになる。
自身も敵キャラ設定になっているため、ゲーム内で死んだらリアルでも死亡することになっている。
雫石 乃音（しずくいし のん）
声 - 木村希美
本作のヒロインの一人。公立南明神高校2年A組の女子生徒。美少女だが毒舌家。
駆流と同じぼっちだが、神秘的な孤高の美少女と呼ばれているので、慕っている生徒も多い。
怪しげな行動をする駆流に興味を示し、やがて魔王ヘルシャフトに対しても憧れの感情を抱く。
『エグゾディア・エクソダス』では魔導士を務める。

### 人間SIDE

#### 2Aギルド
一之宮 洸（いちのみや あきら）
2年A組のリーダー。実家が金持ちの御曹司。バスケ部だがゲームも得意。
『エグゾディア・エクソダス』では剣士を務める。
毒島 メグ（ぶすじま メグ）
通称『ギャル』。日焼け肌に金髪をしたギャル。
『エグゾディア・エクソダス』では神術士を務める。
宮越 蝶羽（みやこし あげは）
通称『小悪魔』。白い肌に茶髪の女の子。キャバ嬢っぽい。
『エグゾディア・エクソダス』では魔導士を務める。
雛沢 菜流（ひなざわ なる）
通称『文化省推薦ロリ』。小学生のような残念ボディの持ち主。
『エグゾディア・エクソダス』では神術士を務める。
悠木 羽衣子（ゆうき ういこ）
通称『箱入り』。気弱で引っ込み思案で可愛いものが大好きな少女。
箱入りと呼ばれているが、家は普通の一般家庭。
『エグゾディア・エクソダス』では闘士を務める。
有栖川 泉（ありすがわ いずみ）
通称『アリス』。性別は男だが、女っぽい性格で、可愛らしい顔をしている男の娘。
『エグゾディア・エクソダス』では神術士を務める。
湯島 レオンハルト（ゆしま レオンハルト）
通称『ドイツから来た秋葉原』。ドイツから単身日本に来たハーフの留学生。日本のオタク文化が大好き。
『エグゾディア・エクソダス』では魔導士を務める。
扇谷 拓也（おうぎや たくや）
チャラ男なムードメーカー。
『エグゾディア・エクソダス』では闘士を務める。
山田 吉宗（やまだ よしむね）
通称『平凡将軍』。普通すぎる男で、身長も体重も成績も普通な平凡のプロ。
『エグゾディア・エクソダス』では闘士を務める。

#### オルゼリア教
赤上 壮馬（あかがみ そうま）
2年A組の男子生徒。『エグゾディア・エクソダス』でオルゼリア教の司祭として転生した。

### 魔族SIDE

#### 魔王軍
フォルネウス
声 - 高田憂希
魔王軍幹部の一人。愛らしい見た目の堕天使。
サタナキア
魔王軍幹部の一人。美しいダークエルフ。
アドラ
魔王軍幹部の一人。魔王に心酔する吸血鬼。
グラシャ
魔王軍幹部の一人。戦闘狂の獣人。

## 用語
エグゾディア・エクソダス
2年A組の生徒が閉じ込められたVRゲーム。ゲーム会社『HELLZDOMAIN（ヘルズドメイン）』で開発されている。
2Aギルド
2年A組の生徒で構成されたギルド。2年A組の内の12名が在籍しているが、残り24名の行方は現在の所、不明。
ロイヤリティ
魔族にだけ備わったパラメーターで魔王の忠誠心を示す。これが下がると魔王の部下であっても、魔王に反旗を翻す。
課金
魔王ヘルシャフト（堂巡駆流）だけが使えるシステム。課金することで強力なアイテムが使えるが、現実世界で借金が増えていく鬼畜システム。
エクスタス
魔王ヘルシャフトが使える二大魔法の一つ。相手に催淫効果を与える。
ヘル＆ヘヴン
魔王ヘルシャフトが使える二大魔法の一つ。何が起こるか分からないランダム魔法だが、何故かエッチな現象が起きやすい。

## 作風とテーマ
久慈は「主人公が魔王役でログインする」「魔王として魔王軍と関係を持つだけではなく、クラスにおけるスクールカースト最底辺としての立ち位置も存在する」ことが本作の特徴であるとしており、複数の顔を使い分けつつバランスを考えて目的を達成をしなければならない点が面白さに繋がっているという。また、久慈は本作のテーマを「人間関係」としており、人と人との関係性が複雑な造りになっているという。

## 既刊一覧

### 小説
- 久慈マサムネ（著）・平つくね（イラスト） 『エクスタス・オンライン』 KADOKAWA〈角川スニーカー文庫〉、全8巻
  1. 「魔王はクリアを許さない」2016年9月1日発売[5]、ISBN 978-4-04-104716-3
  2. 「Santa-Xを待ちきれない」2016年12月28日発売[6]、ISBN 978-4-04-104717-0
  3. 「アダルトモードと課金の狭間でポエムを叫ぶ魔王」2017年6月1日発売[7]、ISBN 978-4-04-105290-7
  4. 「ぼっち魔王とチート神は偽りの友情を結ぶ」2017年10月1日発売[8]、ISBN 978-4-04-105291-4
  5. 「MAD動画が死亡フラグをお届けします」2018年3月1日発売[9]、ISBN 978-4-04-106365-1
  6. 「二人のエルフと三つの思惑」2018年11月1日発売[10]、ISBN 978-4-04-107088-8
  7. 「白金の竜姫と記憶は巡る」2019年5月1日発売[11]、ISBN 978-4-04-107087-1
  8. 「それはまだ見ぬ、仮想と現実の彼方」2019年12月1日発売[12]、ISBN 978-4-04-108975-0

### 漫画
- 久慈マサムネ（原作）・平つくね（キャラクター原案）・鬼八頭かかし（作画） 『エクスタス・オンライン』 KADOKAWA〈ドラゴンコミックスエイジ〉、全2巻
  1. 2018年3月1日発売[13]、ISBN 978-4-04-072597-0
  2. 2018年12月7日発売[14]、ISBN 978-4-04-072978-7